# アドリアーン・コールテ
アドリアーン・コールテ (Adriaen Coorte) はオランダの画家。比較的小さな静物画で知られている。

## 生涯
コールテの生涯についてはほとんど情報がないが、ミデルブルフで1683年頃から1707年頃まで活躍し、聖ルカ組合の一員であったことは記録に残っている。1680年頃、アムステルダムにてメルヒオール・ドンデクーテルの弟子となっているが、1683年頃にはミデルブルフに戻り工房を構えた。
コールテはベリー類やアスパラガス、貝といった題材を好んで描いた。また、17世紀の手法としては珍しく、板に紙を張ったものの上に描いた作品も多い。コールテの作品は60点あまりが現存している。

## 主な作品
- アスパラガスとレッドカラントのある静物 Still Life with Asparagus and Red Currants (1696) - 34×25 cm、ナショナル・ギャラリー、ワシントンDC
- ヘーゼルナッツのある静物 Still Life with Hazel-nuts (1696) - 16.5×20 cm、アシュモリアン美術館、オックスフォード
- アスパラガスのある静物 Still Life with Asparagus (1697) – 20×20.5 cm、アムステルダム国立美術館、アムステルダム
- 束ねられたアスパラガス A bundle of asparagus (1703) – 30×23 cm、フィッツウィリアム美術館、ケンブリッジ
- 苺のある静物 Still life with wild strawberries (1705) - 16.5×14 cm、マウリッツハイス美術館、ハーグ
- 5つの貝殻 (1696) -15．5×22cm、ルーヴル美術館

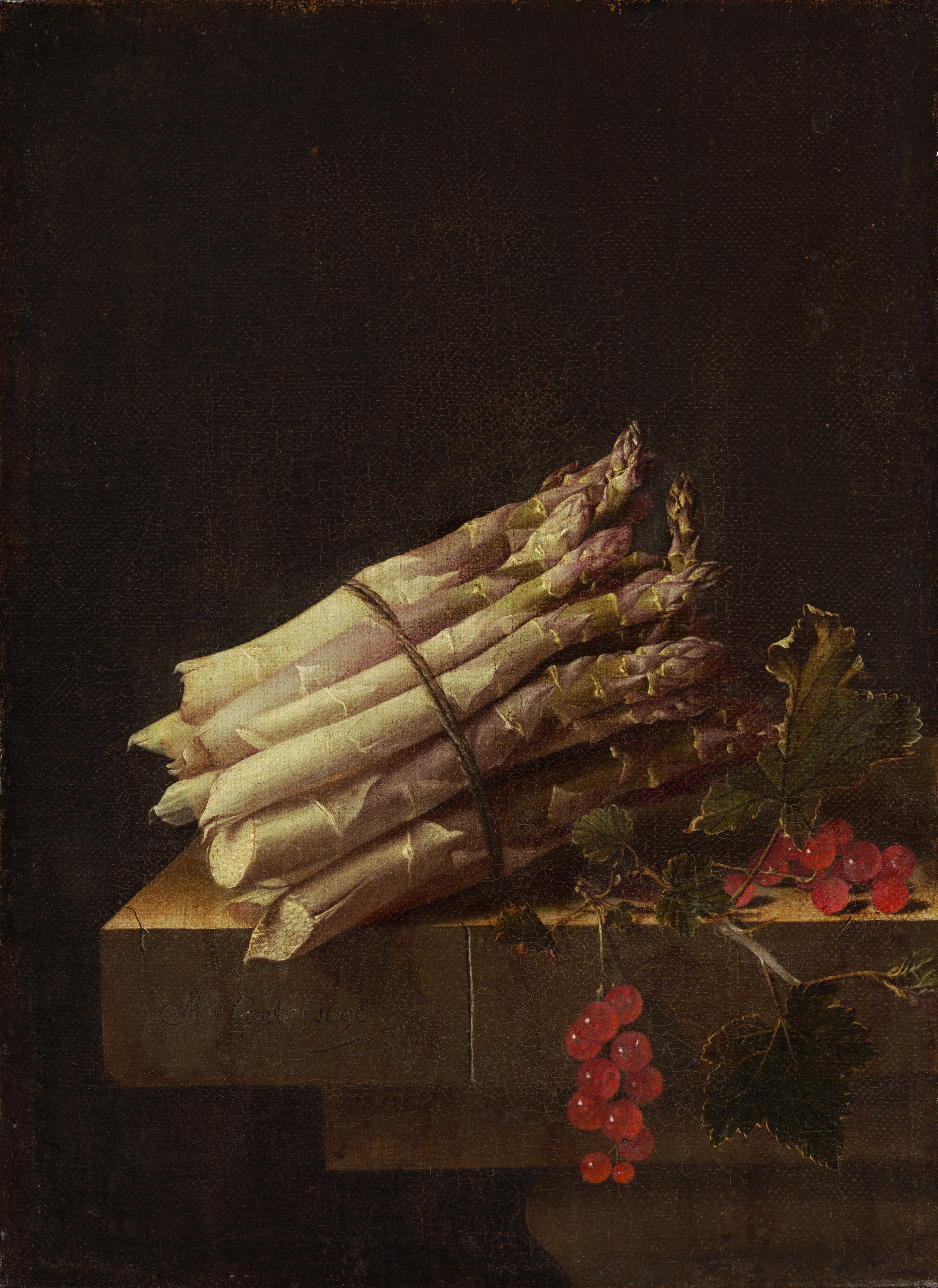
アスパラガスとレッドカラントのある静物
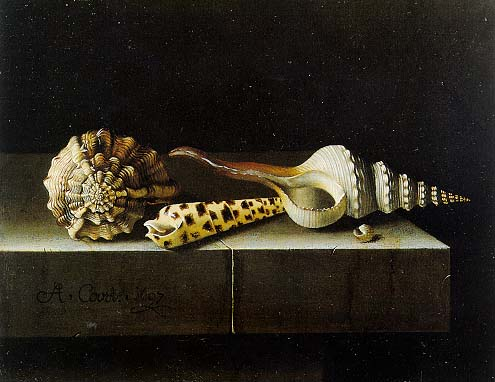
貝殻のある静物画
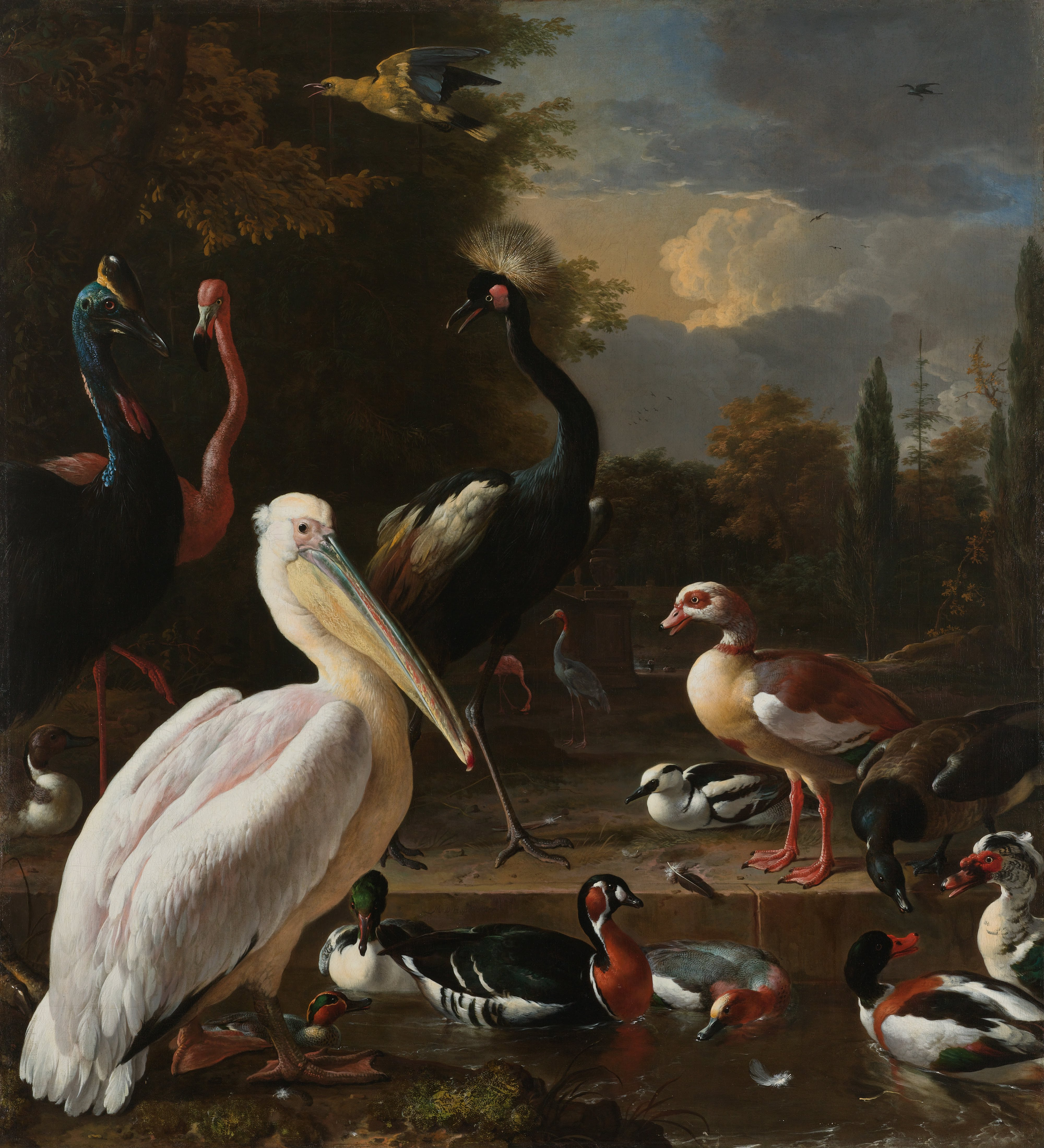
ペリカンと水鳥